# Rico Tampatty
Rico Tampatty, BSBA (Nacido en Biak, Papua, el 11 de abril de 1964) es un actor de cine y cantante indonesio también considerado la estrella de la publicidad y un exmodelo.

## Carrera
Ha partipipado en una gran cantidad de telenovelas en la que se presentó en varios eventos de varios canales de televisión privados. Además fue el ídolo de las adolescentes en la década de 1980, admite, que su carrera en el mundo del modelaje y de la gran pantalla, fue un poco más influenciado por su afición de los automóviles, y debido a una obsesión por comprar un coche con su propio dinero, por lo que al final provocó la entrada Rico en el mundo que finalmente lo catapultó su participación en su primera película, y después en la televisión hasta la fecha.

## Filmografía

### Películas
- "'\Wanita Sejati" (FTV) dengan: "Inneke Koesherawati"
- "Sorga Di Dunia Pintu Neraka" dengan; "Merriam Bellina" (1983)
- "Tirai Malam Pengantin" dengan; "Yessi Gusman" (1983)
- "Dia Yang Tercinta" (1984)
- "Gawang Gawat" dengan; "Marissa hauque dan Eva Arnaz" (1984)
- "Pencuri cinta" dengan; "Ira Wibowo" (1984)
- "Gejola Kawula Muda" dengan; Chica Koeswoyo" (1985)
- "Idola Remaja" dengan; "Chica Koeswoyo" (1985)
- "Madu dan Racun" dengan; "Nurul Arifin" (1985)
- "Serpihan Mutiara Retak" dengan; "Marrisa Hauque dan Chintami Atmanegara" (1985)
- "Ketika Musim Tiba" dengan; "Merriam Bellina" (1986)
- "Arini II" dengan; Ida Iasha" (1988)
- "Saskia" dengan; "Dessy Ratnasari" (1988)
- "Seputih Kasih Semerah Luka" dengan; "Ida Iasha" (1988)
- "Misi: 1511" (2006)

### Sinetron
- "Aku Ingin Pulang"
- "Jangan Ada dusta"
- "Shakila"
- "Kasmaran"
- "Cintaku Di Kampus Biru"
- "Intan"
- "Mutiara"
- "Diva"
- "Hingga Akhir Waktu"
- "Rindu"
- "Dewi">Guest Star<
- "Kejora Dan Bintang">Guest Star<
- "Kemilau Cinta Kamila"

## Discografía

### Álbum Pertama Rico Tampatty - "Playboy" - bersamaIra Wibowo
1. Menanti
2. Kembali
3. Ku Cinta Kau
4. Saskia Antara Cinta Dan Dusta
5. Waktu Menunggu
6. Saat Kusendiri
7. Demi Kamu Hanya Kamu
8. Wajah Dunia
9. Maafkan Dirimu

### Álbum Lain
- 1986 - Album pergelaran Swara Mahardhika Guruh Soekarnoputra "Gilang Indonesia Gemilang" menyanyikan lagu "Langkah Kembara"

- Datos: Q6108790